# Deutsches Verwaltungsblatt
Das Deutsche Verwaltungsblatt (abgekürzt: DVBl. – Eigenschreibweise auf der Titelseite seit einiger Zeit ohne Punkt DVBl) ist eine juristische Fachzeitschrift, in der Entscheidungen und Aufsätze zum deutschen und europäischen Öffentlichen Recht sowie Buchrezensionen veröffentlicht werden. Die Zeitschrift erschien erstmals 1879 als Preußisches Verwaltungsblatt (1879 bis 1927), später als Reichsverwaltungsblatt (1928 bis 1942) und seit 1948/49 als Deutsche Verwaltung bzw. dann als Deutsches Verwaltungsblatt.
Die Hauptschriftleitung liegt bei Wolfgang Durner (alle Zeitschriftenteile: DVBl-aktuell, Abhandlungen, Berichte, Buchbesprechungen und Rechtsprechung). Caspar David Hermanns betreut die Redaktion des Rechtsprechungsteils und mit Tomke Weers-Hermanns die Redaktion von DVBl-aktuell. In den Jahren 1998 bis 2011 waren Hans-Werner Rengeling Hauptschriftleiter und Bernhard Stüer Schriftleiter. Klaus H. Höwekamp zeichnete bis Ende März 2018 für die Rechtsprechung und DVBl-aktuell verantwortlich. Von 1980 bis 1997 waren Hauptschriftleiter Werner Hoppe für Abhandlungen und Berichte und Hans-Werner Rengeling für die Buchbesprechungen verantwortlich. Zuvor lag die Schriftleitung bei Carl-Hermann Ule und Hans Schrödter.
Die Zeitschrift erscheint zweimal monatlich im Carl Heymanns Verlag in einer Auflage von 2.500 Exemplaren.